# ألفريدو روخاس (لاعب كرة قدم بيروفي)
الفريدو روخاس (بالإسبانية: Alfredo Rojas Pajuelo)‏ (1 مايو 1991 بكاياو في بيرو - ) هو لاعب كرة قدم بيروفي في مركز الوسط. لعب مع خوان أوريتش وAlianza Atlético ‏ وCusco FC ‏.

## روابط خارجية
- الفريدو روخاس على موقع قاعدة بيانات كرة القدم.إي يو (الإنجليزية)
- الفريدو روخاس على موقع Soccerway.com (الإنجليزية)
- الفريدو روخاس على موقع AS.com (الإسبانية)